# Stănicei, Argeș
Stănicei este un sat în comuna Cuca din județul Argeș, Muntenia, România.